# Ravinmarkkrypare
Ravinmarkkrypare (Ochetorhynchus ruficaudus) är en fågel i familjen ugnfåglar inom ordningen tättingar.

## Utseende
Ravinmarkkryparen är en brunaktig fågel med rätt lång och rak näbb, lång rostfärgad stjärt, vitaktig haklapp och rostfärgade strimmor på buken. Jämfört med ytligt lika kanasteror har den längre näbb.

## Utbredning och systematik
Ravinmarkkrypare förekommer från Anderna i västra Bolivia till nordvästra Argentina och närliggande norra Chile. Den delas upp i tre underarter med följande utbredning:
- Ochetorhynchus ruficaudus montanus – puna i södra Peru (Arequipa och Tacna)
- Ochetorhynchus ruficaudus ruficaudus – puna från västra Bolivia till norra Chile och nordvästra Argentina
- Ochetorhynchus ruficaudus famatinae – norra Argentina

## Levnadssätt
Ravinmarkkryparen hittas i klippiga sluttningar och dalar, ofta i områden med låga buskar och snåriga träd. Fågeln ses enstaka eller i par och kan vara ganska lätt att komma inpå livet. Den springer snabbt på marken då den håller stjärten rest. Arten häckar i hålor i jordbanker.

## Status och hot
Arten har ett stort utbredningsområde, men tros minska i antal, dock inte tillräckligt kraftigt för att den ska betraktas som hotad. Internationella naturvårdsunionen IUCN listar arten som livskraftig (LC).